# The Last of Her Clan
The Last of Her Clan è un cortometraggio muto del 1917 diretto da Burton L. King. Prodotto dalla Selig Polyscope Company, aveva come interpreti Robyn Adair, Ed Brady, Virginia Kirtley.

## Produzione
Il film fu prodotto dalla Selig Polyscope Company.

## Distribuzione
Distribuito dalla General Film Company, il film - un cortometraggio in due bobine - uscì nelle sale cinematografiche statunitensi nel maggio 1917.